# Montigny, Sarthe
Montigny là một xã thuộc tỉnh Sarthe trong vùng Pays-de-la-Loire phía tây bắc nước Pháp. Xã này nằm ở khu vực có độ cao từ 133-156 mét trên mực nước biển.